# Yesterday (låt av Toni Braxton)
"Yesterday" är en R&B-ballad framförd av den amerikanska sångerskan Toni Braxton, komponerad av henne själv, Jerome Armstrong, Terrence Battle, Justin Franks och Michael White till Braxtons sjätte studioalbum Pulse (2010). Remixversionen av låten innehåller gästsångaren Trey Songz.
"Yesterday" är en bitter ballad om att göra slut med sin partner och skrevs av Braxton efter sin skilsmässa med maken Keri Lewis år 2008. Låten hade premiär via Toni Braxtons officiella hemsida den 29 september 2009 och blev hennes återkomst sedan en lång tid av sjukhus vistelser på grund av sin hjärtsjukdom. Singeln var den första att ges ut under skivbolaget Atlantic efter ett byte år 2006 från Blackground Records. Remixen med Trey Songz släpptes den 20 november 2009. Tillsammans uppträdde de på Soul Train Music Awards. Musikkritikers reaktioner på låten var positiva. Vissa jämförde den med Beyonces hitlåt "Halo" och andra menade att låten var den bästa från skivan. "Yesterday" debuterade på en 96:e plats på USA:s R&B-lista Hot R&B/Hip-Hop Songs. Följande veckor klättrade låten och nådde slutligen en 12:e plats på listan. Internationellt nådde låten bland annat en 17:e plats i Schweiz, en 20:e plats i Tyskland och en 49:e plats på Österrikes singellista vilket gör låten till sångerskans bästpresterande singelrelease sedan år 2000s "Just Be a Man About It" (från albumet The Heat). 
Musikvideon till singeln regisserades av Bille Woodruff.

## Format och innehållsförteckningar
| - Amerikansk EP 1. "Yesterday" (Remix featuring Trey Songz) — 3:46 2. "Yesterday" (Album Version) — 3:48 3. "Yesterday" (Instrumental) — 3:48 - Amerikansk CD-singel 1. "Yesterday" (Remix featuring Trey Songz) — 3:46 2. "Rewind" — 3:30 - Tysk nedladdningsbar singel 1. "Yesterday" (Album Version) — 3:48 2. "Yesterday" (Bimbo Jones Mix) — 7:05 3. "Yesterday" (Fred Falke Mix) — 7:02 4. "Yesterday" (Dave Audé Club Mix) - 8:41 5. "Yesterday" (Remix featuring Trey Songz) — 3:46 6. "Yesterday" (Video) — 3:47 - Tysk CD-singel 1. "Yesterday" (Album Version) — 3:48 2. "Yesterday" (Remix featuring Trey Songz) — 3:46 | - Brittisk CD-singel 1. "Yesterday" (Album Version) — 3:48 - Brittisk nedladdningsbar singel 1. "Yesterday" (Album Version) — 3:48 2. "Rewind" — 3:30 - Brittisk nedladdningsbar remixsingel 1. "Yesterday" (Bimbo Jones Mix) — 7:05 2. "Yesterday" (Fred Falke Mix) — 7:02 3. "Yesterday" (Nu Addiction Mix) — 6:04 4. "Yesterday" (Sticky Lovers Remix) — 4:58 5. "Yesterday" (Remix featuring Trey Songz) — 3:46 - Brittisk nedladdningsbar singel 1. "Yesterday" (Album Version) — 3:48 2. "Yesterday" (Cutmore Mix) — 6:18 - Brittisk 7" vinylsingel 1. "Yesterday" (Sticky Lovers Remix) — 4:58 2. "Yesterday" (Sticky Lovers Dub Mix) — 4:58 |

## Topplistor
| Lista (2012)                                 | Topplacering |
| -------------------------------------------- | ------------ |
| Österrike (Ö3 Austria Top 40 Singles)        | 49           |
| Europa (European Hot 100)                    | 50           |
| Tyskland (Media Control Charts)              | 20           |
| Schweiz (Schweizer Hitparade Singles Top 75) | 17           |
| Storbritannien (UK R&B Singles Chart)        | 17           |
| Storbritannien (UK Singles Chart)            | 50           |
| USA (Billboard Hot R&B/Hip-Hop Songs)        | 12           |
| USA (Billboard Hot 100)                      | 116          |